# Eriocaulon jordanii
Eriocaulon jordanii är en gräsväxtart som först beskrevs av Harold Norman Moldenke, och fick sitt nu gällande namn av Robert Desmond Meikle. Eriocaulon jordanii ingår i släktet Eriocaulon och familjen Eriocaulaceae. Inga underarter finns listade i Catalogue of Life.